# Товариство білоруського шкільництва

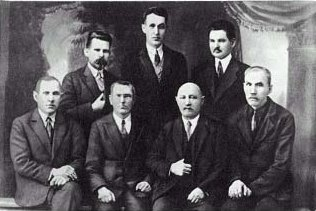
Головна управа ТБШ (зліва направо) в першому ряду: Михась Пяткевич, Фелікс Стацкевич, Сергій Павлович, Митрофан Кепель; у другому ряду: Григорій Ширма, Пилип Кизевич, Микола Мартінчик.

Товариство білоруської школи (біл. Таварыства беларускай школы; ТБШ)  — культурно-просвітницька організація в Західній Білорусі.
У 1996 в Республіці Білорусь діяльність ТБШ була відновлена: створено громадське об'єднання з тією ж назвою.

## Утворення, керівні органи
Товариство білоруського шкільництва було створено на основі рішення Центральної білоруської шкільної ради у Вільнюсі, статут затверджений 1 липня 1921. До нього приєдналася ТБШ в Радошковичах, засноване Б. Тарашкевич 7 грудня 1921. Крім Тарашкевича, керівниками та активними діячами ТБШ в різний час були Р. Островський, Ф. Волинець, Є. Гаврилик, І. Грецький, Г. Дворчанин, П. Кизевич, П. Кринчик, А. Луцкевич, М. Мартінчик, П. Мятла, С. Павлович, М. Пяткевич, С. Рак-Михайловський, А. Станкевич, Ф. Стацкевич, А. Неканда-Трепка, А. Власов, Я. Шнаркевич та ін. На початку керівними його органами були Центральна шкільна і Наглядова ради. За статутом 1926 вищим органом ТБШ був з'їзд, між з'їздами — Головна управа, яка мала наглядову раду, окружні та повітові управи. Друковані органи — «Бюлетень ТБШ», журнал «Літопис ТБШ» (див. «Білоруський літопис»), газета «Шлях».

## Цілі та завдання
ТБШ прагнула поширювати і допомагати освіті серед білорусів, розширювати білоруські школи і білоруську просвіту взагалі. Основна мета діяльності була проголошена в Статуті: «розширювати і допомагати освіті в білоруському національному, людському та християнському дусі». Суспільство відкривало й утримувало народні школи і будинки, курси, вчительські семінари, читальні-бібліотеки, середні і вищі навчальні заклади, видавала журнали, підручники та іншу літературу, займалася концертною діяльністю. ТБШ виступала проти полонізації, соціального гноблення, проводила широку діяльність з відкриття білоруських шкіл, підвищувала загальноосвітній і культурний рівень населення, його національну свідомість.

## Діяльність
У перші роки існувала ТБШ уникала політичних методів і засобів боротьби, діяла виключно просвітницькими методами. Налаштовувала курси для вчителів, надавала матеріальну і навчально-методичну допомогу Віленській, Радошковицькій, Новогрудській, Клецькій та іншим білоруським гімназіям і початковим школам, нелегально направляла молодь на навчання за кордон, в тому числі у БРСР. 3 утворенням Білоруського посольського клубу відстоювала національні права на парламентському рівні. Для підвищення ефективності навчання і виховання, захисту національної освіти провела 11-14 квітня 1923 у Вільнюсі з'їзд педагогів білоруських гімназій. Брала участь в підготовці підручників, навчальних посібників, організувала книговидавничу діяльність (з 1921 у Вільнюсі працювало Видавництво Товариства білоруського шкільництва).
Під впливом і керівництвом Білоруської селянсько-робітничої громади (БСРГ), білоруського посольського клубу «Змагання», а також Комуністичної партії Західної Білорусії ТБШ перетворилося на масову організацію. 3 1926 отримало можливість легальної роботи у Віленському, Новогрудському, Поліському та Білостоцькому воєводствах. Громадянський підйом сприяв складанню принципів організаційної побудови, основних форм і методів роботи ТБШ. Через невизнання революційних поглядів частина діячів створила в 1926 альтернативну культурно-освітню організацію — Білоруський інститут господарства і культури (БІГіК). В кінці 1927 по всій Західній Білорусі діяло 12 окружних управ ТБШ — в Барановичах, Білостоці, Вілейці, Гродно, Глибокому, Косово, Ліді, Мирі, Новогрудоку, Свіслочі, Слонімі та Вільнюсі (її функції виконувало правління центрального міського гуртка). I з'їзд ТБШ (28-29 грудня 1927, Вільнюс) ухвалив домагатися відкриття державних білоруських початкових шкіл, білоруських гімназій і вчительських курсів, семінарій, створення при Вільнюському і Поліському шкільних попечительствах білоруських відділів, заснування кафедри білорусознавства у Віленському університеті імені С. Баторія та ін. Перед гуртками була поставлене завдання з розгортання різних форм просвітницької роботи. До середини 1928 кількість гуртків досягло 430 (14-15 тис. чол.), в середині 1930 — перевищило 500 (більше 15 тис. чол., за ін. даними — близько 30 тис. чол.); переважна більшість їх функціонувала в сільській місцевості.
Після розгрому БСРГ товариство перетворилося у «другу лінію окопів», у його складі було багато колишніх членів Громади. Легальний характер ТБШ широко використовувала КПЗБ. Товариство викривало антибілоруську сутність шкільного законодавства Польщі, організувала масову кампанію подачі заяв про відкриття білоруських шкіл. У 1924-1925 було подано близько 16 тис. заяв (на 412 шкіл), до 1928 — понад 30 тис. (на 1229 шкіл). Санаційний режим зробив деякі поступки: у 1927/28 навчальному році було відкрито 78 білоруських і польсько-білоруських шкіл, надано право випускникам Віленської білоруської гімназії здавати іспити на атестат зрілості, налагоджені методичні конференції та ін. Для проведення просвітницької роботи серед населення ТБШ створювало гуртки самоосвіти, бібліотеки, хати-читальні, клуби, народні доми, організовувала драматичні і хорові колективи, влаштовувала їх виступи. Головна управа організувала в Вільнюсі при Білоруському народному театрі підготовку інструкторів з художньої самодіяльності. Драматичні гуртки і секції ставили твори білоруських, українських, польських драматургів, у тому числі «Павлінку» Я. Купали, «Антось Лата» Я. Коласа, «Модний шляхтич» К. Каганця, «Спантеличений Савка» Л. Родевича, «Суд» В. Голубка, «В зимовий вечір» Е. Ожешко та ін. У репертуарі хорів переважали білоруські народні пісні.
Товариство висловлювало рішучий протест проти закриття білоруських гімназій і початкових шкіл, виступало за демократизацію народної освіти. У 1927 надрукована «Хрестоматія нової білоруського літератури (від 1905 р.)» Г. Дворчанина. Влітку 1927 і 1928 в Радошковичах були організовані вчительські курси. А. Павлович у брошурі «Про організацію білоруської трудової школи» (1928) і в «Білоруському календарі» на 1929 виклав бачення цілей, завдань і змісту виховання. Разом з іншими представниками західнобілоруської громадськості він виступав з різким засудженням введення в існуючі білоруські та польсько-білоруські початкові школи букваря з латинської абеткою. У брошурі "Кілька зауважень про білоруський "Буквар « Ст. Любич-Маєвського» (1929, під псевд. Паляшук) Павлович визнав його шкідливим для національної свідомості дітей.
Після заборони польською владою в серпні 1928 Головного управління (до серпня 1929) під впливом ідейно-політичного розмежування відбулася поляризація поглядів у керівництві ТБШ щодо характеру його діяльності. Діячі КПЗБ, клубу «Змагання» виступали за політизацію роботи товариства, представники національно-демократичної інтелігенції наполягали обмежитися тільки просвітницькою роботою, що сприймалося як угодовство. На нелегальному з'їзді ТБШ у Вільнюсі 19 травня 1929 були прийняті резолюції (загальнополітична, протест проти переслідувань з боку польських властей), а також були виключені з товариства за «шкільну діяльність» противники політизації (Р. Островський, А. Луцкевич, А. Неканда -Трепка, Е. Шнаркевич, А. Ковш та ін.). Підхід КПЗБ до національного питання в кінці 1920 — поч. 1930-х р. негативно вплинув на стан Товариства, його боротьбу проти полонізації білоруського населення. Польські власті закрили білоруські гімназії в Радошковичах (1929), Клецьку (1931), Новогрудкові (1934), ряд білоруських початкових шкіл, перешкоджали діяльності ТБШ, забороняли окружні і повітові з'їзди, управи, гуртки, клуби, бібліотеки, арештовували і судили керівників, активістів. У 1928 — липень 1930 заборонена діяльність 6 окружних управ і більше 300 гуртків. 1-4 лютого 1933 у Вільнюсі відбувся суд над Головною управою ТБШ. Звинувачення в підготовці «комуністичної змови» не були підтверджені — Ф. Стацкевич, Р. Ширма, М. Пяткевич були виправдані, М. Терех і Ю.Сакович отримали по 3, Я. Скурко (Максим Танк) — 2 роки тюремного ув'язнення. У 1930-33 через гоніння не вдалося провести загальний з'їзд ТБШ. До осені кількість у 1932 гуртків зменшилася до 150 (близько 4 тис. чол.), залишилася 1 окружна управа в Білостоці (заборонена в березні 1934).
Негативний вплив зробили політичні репресії в 1930-і роки в СРСР щодо колишніх керівників і активістів ТБШ С. Рак-Михайловського , П. Мятли , Г. Дворчанина, Ф. Волинця, Е. Гаврилик , Б. Тарашкевича та ін. Головна управа піддавалася необґрунтованим звинуваченням з боку КПЗБ. Хоча на нелегальному з'їзді 17 червня 1934 був висловлений заклик до пожвавлення роботи, Головна управа, як і раніше, була паралізована деструктивними діями комуністів. Через ідейно-політичні розбіжності не було налагоджено співпрацю з іншими культурно-просвітницькими організаціями, в тому числі створеним у 1932 році Товариством білоруської освіти.
Можливості для відновлення діяльності ТБШ з'явилися після вироблення КПЗБ тактики єдності дій і створення широкого антифашистського народного фронту. У січні 1936 Головна управа закликала низові структури відновлювати діяльність. У лютому 1936 було укладено угоду між ТБШ і БІГіК про єдність дій у шкільній справі, прийнято спільну декларацію про вимагання рідної школи, створено спільний Шкільний секретаріат. Була видана та поширена інструкція з юридичними довідками по шкільному законодавстві з практичними порадами, організована подача декларацій про відкриття білоруських шкіл у Барановицькому, Браславському, Волковиському, Вілейському, Молодечненському, Слонімському та ін. повітах. Польська влада надавали протидію шкільній акції: проводилися вилучення декларацій, ревізії, затримки кореспонденції на пошті, арешти уповноважених, залякування та ін. Тісній взаємодії ТБШ і БІГіК заважало недовірливе ставлення між діячами ШЗБ і Біл. християнської демократії, Біл. нац. об'єднання). Незважаючи на труднощі, Шкільний секретаріат отримав близько 4,5 тис. заяв з місць. 5 липня 1936 року відбулися загальні збори керівників ТБШ і його віленського активу, на якому були проведені вибори, обговорені питання про роботу організації та її завдання. Майже повна відсутність білоруських шкіл (у кінці 1936 існували 8 білоруських і 14 польсько-білоруських початкових шкіл, єдина білоруська гімназія у Вільнюсі) викликала розширення самоосвіти, домашнього навчання. Пропагандою цього засобу отримання знань займався журнал «Білоруський літопис». Павлович склав і видав буквар для домашнього навчання «Перші зернята» (1936, в 1937 — «Посівна» латиницею). Керівники та активісти ТБШ 13 грудня 1936 взяли участь в урочистостях Дня білоруської культури в Вільнюсі, приурочених до 15-річчя ТБШ, інших річниць.
ТБШ заборонено польською владою 2 грудня 1936. Відновлено в Республіці Білорусь у 1996 році.

## Сучасність
22 березня 1996 було створено Республіканське громадське об'єднання «Товариство білоруської школи», яке зареєстроване Міністерством юстиції.
Організація об'єднує громадян з метою сприяння формуванню національної освітньої системи всіх рівнів (від дошкільних до вищих навчальних і виховних установ), збереженню і розвитку білоруської культури, традицій і духовності. Президенти ТБШ — Геннадій Петровський (колишній перший заступник міністра освіти), з 1999 р. (голова з 2003 р.) — Олесь Лозка (директор Білоруського науково-методичного центру ігор та іграшок Міністерства освіти, потім доцент БДПУ).
У керівництві ТБШ працювали або працюють: академік Леонід Тихонов, професори Віктор Титов, Микола Савицький, Олександр Перасипкін, Ілля Сучков, Олексій Рогуля, педагоги Лявон Барщевський, Бернарда Іванова, Володимир Колас, Михайло Крутолевич, Василь Ліцьвінка, Галина Мартинович, Петро Садовський, Тамара Мацкевич, Алесь Сядяка, Микола Єрмолович, Володимир Содаль, Микола Запрудський, Валентин Вячорка та ін.

## Видання ТБШ
1. Антон Грыневіч. Беларускі дзіцячы сьпеўнік з беларускіх нар. матываў і лірыкі, сабраных у 1905—1924 г.г. Вільня, 1925.
2. Летапіс ТБШ, № 2(25) 2011
3. Матэматычны фальклор. Пачатковыя матэматычныя ўяўленні і навыкі сродкамі народнай педагогікі /укл. А. Лозка — Мінск, 2002. — 52 с.
4. Скарбонка гульняў, дапаможнік для настаўнікаў/ укл. І. Губарэвіч. — Мінск, 2005. — 108 с
5. Актыўная ацэнка: метад. дапам. / укл. Н. Ільініч. — Мінск, 2011. — 83 с.
6. Альтэрнатывы ў адукацыі: Зборнік артыкулаў. — Мінск, 2012. — 166 с.
7. Наша адукацыя. Матэрыялы круглага стала / рэд. В. Вячорка. — Мінск, 2014. — 120 с.
8. Актыўная ацэнка ў дзеянні: вопыт настаўнікаў Беларусі: дапаможнік для настаўнікаў/ М. І. Запрудскі, М. Кудзейка, Т. П. Мацкевіч і інш. Пад рэд. М. І. Запрудскага. — Мінск, 2014. — 238 с.
9. С. Чарняўскі. Як стварыць сучасную школьную газету: метадычны дапаможнік. — Кіеў: Акадэмія ўкраінскай прэсы, Цэнтр свабоднай прэсы, Таварыства беларускай школы, 2014.– 73 с.
10. Медыяадукацыя ў школе: фарміраванне медыяграматнасці вучняў: дапаможнік для настаўнікаў. Пад рэд. М. І. Запрудскага — Мінск, 2016. — 336 с.
11. Д. Стэрна. Як будаваць партнёрства ў навучанні, 2017.– 16 с.